# Sidusa pavida
Sidusa pavida är en spindelart som beskrevs av Bryant 1942. Sidusa pavida ingår i släktet Sidusa och familjen hoppspindlar. Inga underarter finns listade i Catalogue of Life.